# Bitis
Bitis es un género de serpientes de la familia Viperidae que incluye varias especies de víboras autóctonas del sur de Arabia y de África.[cita requerida]

## Especies
Se reconocen las 18 siguientes según The Reptile Database:
- Bitis albanica Hewitt, 1937
- Bitis arietans (Merrem, 1820)
- Bitis armata (Smith, 1826)
- Bitis atropos (Linnaeus, 1758)
- Bitis caudalis (Smith, 1839)
- Bitis cornuta (Daudin, 1803)
- Bitis gabonica (Duméril, Bibron & Duméril, 1854)
- Bitis harenna Gower, Wade, Spawls, Böhme, Buechley, Sykes & Colston, 2016
- Bitis heraldica (Bocage, 1889)
- Bitis inornata (Smith, 1838)
- Bitis nasicornis (Shaw, 1802)
- Bitis parviocula Böhme, 1976
- Bitis peringueyi (Boulenger, 1888)
- Bitis rhinoceros (Schlegel, 1855)
- Bitis rubida Branch, 1997
- Bitis schneideri (Boettger, 1886)
- Bitis worthingtoni Parker, 1932
- Bitis xeropaga Haacke, 1975

Las manchas en la piel de esta serpiente son muy similares al logo del grupo surcoreano BTS que también en ciertas ocasiones han hecho referencias a esta serpiente en sus presentaciones musicales.